# Fussball Club Vaduz 2016-2017
Questa voce raccoglie le informazioni riguardanti il Fussball Club Vaduz nelle competizioni ufficiali della stagione 2016-2017.

## Stagione
Nella stagione 2016-2017 il Vaduz, allenato da Giorgio Contini, Daniel Hasler e Roland Vrabec, concluse il campionato di Super League al 10º posto e fu retrocesso in Challenge League. Nella Coppa del Liechtenstein il Vaduz vinse la finale con l'Eschen/Mauren. In Europa League il Vaduz fu eliminato al secondo turno di qualificazione dal Midtjylland.

## Rosa
| N. |                                 | Ruolo | Calciatore          |
| -- | ------------------------------- | ----- | ------------------- |
| 1  | Liechtenstein (bandiera)        | P     | Peter Jehle         |
| 2  | Svizzera (bandiera)             | D     | Marvin Pfründer     |
| 3  | Svizzera (bandiera)             | D     | Simone Grippo       |
| 4  | Germania (bandiera)             | D     | Thomas Konrad       |
| 5  | Germania (bandiera)             | D     | Matthias Strohmaier |
| 7  | Germania (bandiera)             | C     | Nicolas Jüllich     |
| 7  | Albania (bandiera)              | A     | Albion Avdijaj      |
| 8  | Italia (bandiera)               | C     | Diego Ciccone       |
| 9  | Bosnia ed Erzegovina (bandiera) | A     | Aldin Turkeš        |
| 10 | Argentina (bandiera)            | A     | Gonzalo Zárate      |
| 11 | Liechtenstein (bandiera)        | D     | Franz Burgmeier     |
| 12 | Liechtenstein (bandiera)        | P     | Armando Majer       |
| 12 | Svizzera (bandiera)             | C     | Ramon Cecchini      |
| 13 | Croazia (bandiera)              | D     | Tomislav Puljić     |
| 15 | Svizzera (bandiera)             | P     | Christian Baldinger |
| 16 | Svizzera (bandiera)             | C     | Moreno Costanzo     |

| N. |                          | Ruolo | Calciatore             |
| -- | ------------------------ | ----- | ---------------------- |
| 17 | Svizzera (bandiera)      | C     | Marco Mathys           |
| 19 | Svizzera (bandiera)      | D     | Nils von Niederhäusern |
| 20 | Liechtenstein (bandiera) | C     | Nicolas Hasler         |
| 21 | Germania (bandiera)      | D     | Axel Borgmann          |
| 22 | Svizzera (bandiera)      | P     | Benjamin Siegrist      |
| 23 | Svizzera (bandiera)      | C     | Robin Kamber           |
| 23 | Stati Uniti (bandiera)   | C     | Caleb Stanko           |
| 24 | Svizzera (bandiera)      | C     | Maurice Brunner        |
| 25 | Croazia (bandiera)       | C     | Stjepan Kukuruzović    |
| 27 | Svizzera (bandiera)      | C     | Philipp Muntwiler      |
| 29 | Svizzera (bandiera)      | D     | Mario Bühler           |
| 30 | Danimarca (bandiera)     | C     | Yones Felfel           |
| 33 | Liechtenstein (bandiera) | D     | Maximilian Göppel      |
| 37 | Germania (bandiera)      | C     | Dejan Janjatović       |
| 42 | Liechtenstein (bandiera) | D     | Daniel Kaufmann        |

## Organigramma societario
Area tecnica
- Allenatore: Roland Vrabec
- Allenatore in seconda: Daniel Sereinig
- Preparatore dei portieri: Sebastian Selke
- Preparatori atletici: Harry Körner

## Calciomercato

### Sessione estiva
| Acquisti | Acquisti               | Acquisti         | Acquisti |
| R.       | Nome                   | da               | Modalità |
| -------- | ---------------------- | ---------------- | -------- |
| C        | Nicolas Jüllich        | Sonnenhof G.     |          |
| P        | Armando Majer          | San Gallo II     |          |
| D        | Tomislav Puljić        | Lucerna          |          |
| D        | Nils von Niederhäusern | Wohlen           |          |
| D        | Thomas Konrad          | Dundee           |          |
| C        | Caleb Stanko           | Friburgo         |          |
| C        | Ramon Cecchini         | Winterthur       |          |
| P        | Gion Chande            | Basilea U19      |          |
| D        | Maximilian Göppel      | Balzers          |          |
| D        | Matthias Strohmaier    | Bayern Monaco II |          |
| A        | Aldin Turkeš           | Zurigo           |          |

| Cessioni | Cessioni        | Cessioni     | Cessioni |
| R.       | Nome            | a            | Modalità |
| -------- | --------------- | ------------ | -------- |
| P        | Oliver Klaus    | Young Boys   |          |
| D        | Daniel Kaufmann | Chiasso      |          |
| A        | Mauro Caballero | Olimpia      |          |
| D        | Thomas Fekete   | Young Boys   |          |
| D        | Levent Gülen    | Grasshoppers |          |
| C        | Robin Kamber    | Winterthur   |          |
| A        | Armando Sadiku  | Zurigo       |          |
| D        | Florian Stahel  | Wohlen       |          |
| A        | Manuel Sutter   | Winterthur   |          |
| D        | Joel Untersee   | Juventus     |          |

### Sessione invernale
| Acquisti | Acquisti        | Acquisti | Acquisti |
| R.       | Nome            | da       | Modalità |
| -------- | --------------- | -------- | -------- |
| D        | Daniel Kaufmann | Chiasso  |          |

| Cessioni | Cessioni       | Cessioni     | Cessioni |
| R.       | Nome           | a            | Modalità |
| -------- | -------------- | ------------ | -------- |
| C        | Pascal Schürpf | Lucerna      |          |
| P        | Gion Chande    | Grasshoppers |          |
| C        | Ali Messaoud   | N.E.C.       |          |

## Risultati

### Super League

#### Prima fase, girone di andata
| Arbitro: | Bieri |

|         |           |              |
| Rapp 2’ | Marcatori | 90’ Messaoud |

| Arbitro: | Jaccottet |

|            |           |                                                                     |
| Grippo 31’ | Marcatori | 4’ Janko 19’ (rig.) Delgado 42’ Elyounoussi 89’ Steffen 90’ Doumbia |

| Arbitro: | Hänni |

|  |           |                                  |
|  | Marcatori | 69’ (aut.) Sulmoni 75’ Muntwiler |

| Arbitro: | Amhof |

|                 |           |                              |
| Kukuruzović 71’ | Marcatori | 22’, 26’ Schneuwly 78’ Itten |

| Arbitro: | Pache |

|                                  |           |  |
| Costanzo 8’ (rig.) Muntwiler 86’ | Marcatori |  |

| Arbitro: | Hänni |

|                                      |           |             |
| Gkekas 7’ Carlitos 48’ Itaperuna 90’ | Marcatori | 82’ Brunner |

| Arbitro: | Amhof |

|                                               |           |  |
| Kololli 1’, 90’ Custodio 9’ Campo 37’ Pak 49’ | Marcatori |  |

| Vaduz 21 settembre 2016, ore 19:45 CEST 8ª giornata | Vaduz     | 0 – 0 referto | Young Boys | Rheinpark (3 832 spett.)\| Arbitro: \| Fähndrich \| |
| Arbitro:                                            | Fähndrich |               |            |                                                     |

| Arbitro: | Tschudi |

|                       |           |                 |
| Sigurjónsson 23’, 51’ | Marcatori | 69’ Kukuruzović |

#### Prima fase, girone di ritorno
| Arbitro: | Schnyder |

|                            |           |                                                  |
| Burgmeier 19’ Costanzo 30’ | Marcatori | 24’ Konaté 36’ Akolo 75’ Mveng 81’, 88’ Assifuah |

| Arbitro: | Amhof |

|  |           |                                  |
|  | Marcatori | 4’ (rig.) Costanzo 57’ Burgmeier |

| Arbitro: | Hänni |

|                           |           |                               |
| Burgmeier 71’ Brunner 88’ | Marcatori | 17’, 61’ Sorgić 86’ Geissmann |

| Arbitro: | Schnyder |

|                                               |           |  |
| Hoarau 30’, 65’ Kubo 60’ Bertone 78’ Frey 90’ | Marcatori |  |

| Vaduz 6 novembre 2016, ore 13:45 CET 14ª giornata | Vaduz | 0 – 0 referto | Grasshoppers | Rheinpark (4 085 spett.)\| Arbitro: \| Pache \| |
| Arbitro:                                          | Pache |               |              |                                                 |

| Arbitro: | Jaccottet |

|                                                                   |           |  |
| Doumbia 10’, 51’ Elyounoussi 19’ Lang 74’ Bjarnason 77’ Callà 90’ | Marcatori |  |

| Arbitro: | Bieri |

|                                                 |           |             |
| Kukuruzović 47’ Mathys 62’, 75’, 90’ Hasler 88’ | Marcatori | 73’ Mariani |

| Arbitro: | Tschudi |

|                             |           |  |
| Schneuwly 41’ Hyka 51’, 58’ | Marcatori |  |

| Arbitro: | Fähndrich |

|                     |           |             |
| Costanzo 90’ (rig.) | Marcatori | 67’ Khalifa |

#### Seconda fase, girone di andata
| Arbitro: | Amhof |

|              |           |           |
| Costanzo 82’ | Marcatori | 40’ Ajeti |

| Arbitro: | Hänni |

|                             |           |                          |
| Akolo 58’, 59’ Bia 70’, 78’ | Marcatori | 34’ Costanzo 65’ Avdijaj |

| Arbitro: | Erlachner |

|            |           |            |
| Grippo 35’ | Marcatori | 65’ Sadiku |

| Arbitro: | Schnyder |

|                                                 |           |                                        |
| Fassnacht 1’ Sorgić 16’ Ferreira 73’ Lauper 81’ | Marcatori | 29’ Brunner 54’, 72’ (rig.) Janjatović |

| Arbitro: | Tschudi |

|             |           |           |
| Avdijaj 31’ | Marcatori | 27’ Zuffi |

| Arbitro: | Amhof |

|               |           |                       |
| Bergström 82’ | Marcatori | 44’ Grippo 75’ Zárate |

| Arbitro: | Jaccottet |

|  |           |            |
|  | Marcatori | 75’ Torres |

| Arbitro: | Fähndrich |

|                                      |           |                         |
| Hoarau 3’ (rig.) Frey 90’ Assalé 90’ | Marcatori | 8’ Zárate 65’ Muntwiler |

| Arbitro: | Klossner |

|  |           |                          |
|  | Marcatori | 1’ Schürpf 90’ Schneuwly |

#### Seconda fase, girone di ritorno
| Arbitro: | Erlachner |

|  |           |           |
|  | Marcatori | 21’ Ndoye |

| Arbitro: | Jaccottet |

|                         |           |                             |
| Delgado 41’ Doumbia 90’ | Marcatori | 11’ Brunner 78’ Kukuruzović |

| Arbitro: | Hänni |

|            |           |                                                       |
| Torres 39’ | Marcatori | 10’ Kukuruzović 16’ (aut.) Castella 89’ (aut.) Méndez |

| Arbitro: | Erlachner |

|                       |           |                                        |
| Zárate 4’ Avdijaj 58’ | Marcatori | 30’ Caio 60’, 61’ Andersen 65’ Vilotić |

| Arbitro: | Bieri |

|                                |           |  |
| Haggui 28’ Barnetta 78’ (rig.) | Marcatori |  |

| Arbitro: | Klossner |

|            |           |  |
| Bühler 71’ | Marcatori |  |

| Arbitro: | Hänni |

|                        |           |              |
| Sadiku 16’ Mariani 81’ | Marcatori | 90’ Borgmann |

| Arbitro: | Amhof |

|                      |           |                      |
| Jurić 7’ Schürpf 90’ | Marcatori | 3’ Turkeš 69’ Mathys |

| Arbitro: | Klossner |

|            |           |                                    |
| Zárate 26’ | Marcatori | 21’ Rapp 23’ Tosetti 59’ Geissmann |

### Coppa del Liechtenstein
| 25 ottobre 2016, ore 20:00 CEST Quarti di finale | Ruggell | 0 – 11 | Vaduz |  |

| 11 aprile 2017, ore 20:00 CEST Semifinale | FC Triesen | 0 – 18 | Vaduz |  |

| Eschen 24 maggio 2017, ore CEST | Vaduz | 5 – 1 referto | Eschen/Mauren | Sportpark Eschen-Mauren |

### Europa League

#### Fase di qualificazione
| Arbitro: | McLaughlin |

|            |           |                                  |
| Mickov 31’ | Marcatori | 89’ (rig.) Costanzo 90’ Messaoud |

| Arbitro: | Levnikov |

|                            |           |  |
| Sisto 20’, 82’ Onuachu 73’ | Marcatori |  |

| Arbitro: | Davey |

|                                 |           |                |
| Brunner 82’ Costanzo 86’ (rig.) | Marcatori | 40’, 68’ Sisto |

## Statistiche

### Statistiche di squadra
| Competizione            | Punti | In casa | In casa | In casa | In casa | In casa | In casa | In trasferta | In trasferta | In trasferta | In trasferta | In trasferta | In trasferta | Totale | Totale | Totale | Totale | Totale | Totale | DR  |
| Competizione            | Punti | G       | V       | N       | P       | Gf      | Gs      | G            | V            | N            | P            | Gf           | Gs           | G      | V      | N      | P      | Gf     | Gs     | DR  |
| ----------------------- | ----- | ------- | ------- | ------- | ------- | ------- | ------- | ------------ | ------------ | ------------ | ------------ | ------------ | ------------ | ------ | ------ | ------ | ------ | ------ | ------ | --- |
| Super League            | 30    | 18      | 3       | 6       | 9       | 21      | 32      | 18           | 4            | 3            | 11           | 24           | 46           | 36     | 7      | 9      | 20     | 45     | 78     | -33 |
| Coppa del Liechtenstein | -     | 0       | 0       | 0       | 0       | 0       | 0       | 2            | 2            | 0            | 0            | 29           | 0            | 2      | 2      | 0      | 0      | 29     | 0      | +29 |
| Europa League           | -     | 1       | 0       | 1       | 0       | 2       | 2       | 2            | 1            | 0            | 1            | 2            | 4            | 3      | 1      | 1      | 1      | 4      | 6      | -2  |
| Totale                  | 30    | 21      | 4       | 7       | 10      | 26      | 35      | 24           | 8            | 3            | 13           | 57           | 52           | 45     | 12     | 10     | 23     | 83     | 87     | -4  |

### Andamento in campionato
| Giornata  | 1 | 2 | 3 | 4 | 5 | 6 | 7 | 8 | 9 | 10 | 11 | 12 | 13 | 14 | 15 | 16 | 17 | 18 | 19 | 20 | 21 | 22 | 23 | 24 | 25 | 26 | 27 | 28 | 29 | 30 | 31 | 32 | 33 | 34 | 35 | 36 |
| --------- | - | - | - | - | - | - | - | - | - | -- | -- | -- | -- | -- | -- | -- | -- | -- | -- | -- | -- | -- | -- | -- | -- | -- | -- | -- | -- | -- | -- | -- | -- | -- | -- | -- |
| Luogo     | T | C | T | C | C | T | T | C | T | C  | T  | C  | T  | C  | T  | C  | T  | C  | C  | T  | C  | T  | C  | T  | C  | T  | C  | C  | T  | T  | C  | T  | C  | T  | T  | C  |
| Risultato | N | P | V | P | V | P | P | N | P | P  | V  | P  | P  | N  | P  | V  | P  | N  | N  | P  | N  | P  | N  | V  | P  | P  | P  | P  | N  | V  | P  | P  | V  | P  | N  | P  |
| Posizione | 5 | 9 | 5 | 7 | 4 | 7 | 8 | 9 | 9 | 9  | 8  | 9  | 10 | 10 | 10 | 10 | 10 | 10 | 10 | 10 | 10 | 10 | 10 | 9  | 10 | 10 | 10 | 10 | 10 | 10 | 10 | 10 | 10 | 10 | 10 | 10 |

Legenda:

Luogo: C = Casa; T = Trasferta. Risultato: V = Vittoria; N = Pareggio; P = Sconfitta.

### Statistiche dei giocatori
| Giocatore      | Super League | Super League | Super League | Super League | Europa League Qual. | Europa League Qual. | Europa League Qual. | Europa League Qual. | Totale   | Totale | Totale      | Totale     |
| Giocatore      | Presenze     | Reti         | Ammonizioni  | Espulsioni   | Presenze            | Reti                | Ammonizioni         | Espulsioni          | Presenze | Reti   | Ammonizioni | Espulsioni |
| -------------- | ------------ | ------------ | ------------ | ------------ | ------------------- | ------------------- | ------------------- | ------------------- | -------- | ------ | ----------- | ---------- |
| A. Avdijaj     | 23           | 3            | 2            | 0            | 3                   | 0                   | 1                   | 0                   | 26       | 3      | 3           | 0          |
| C. Baldinger   | 0            | 0            | 0            | 0            | 0                   | 0                   | 0                   | 0                   | 0        | 0      | 0           | 0          |
| A. Borgmann    | 30           | 1            | 2            | 0            | 4                   | 0                   | 0                   | 0                   | 34       | 1      | 2           | 0          |
| M. Brunner     | 25           | 4            | 6            | 2            | 4                   | 1                   | 1                   | 0                   | 29       | 5      | 7           | 2          |
| F. Burgmeier   | 14           | 3            | 5            | 0            | 1                   | 0                   | 0                   | 0                   | 15       | 3      | 5           | 0          |
| M. Bühler      | 23           | 1            | 4            | 0            | 3                   | 0                   | 1                   | 0                   | 26       | 1      | 5           | 0          |
| R. Cecchini    | 2            | 0            | 0            | 0            | 0                   | 0                   | 0                   | 0                   | 2        | 0      | 0           | 0          |
| G. Chande      | 0            | 0            | 0            | 0            | 0                   | 0                   | 0                   | 0                   | 0        | 0      | 0           | 0          |
| D. Ciccone     | 24           | 0            | 3            | 1            | 4                   | 0                   | 0                   | 0                   | 28       | 0      | 3           | 1          |
| M. Costanzo    | 24           | 6            | 6            | 0            | 4                   | 4                   | 1                   | 0                   | 28       | 10     | 7           | 0          |
| Y. Felfel      | 1            | 0            | 0            | 0            | 0                   | 0                   | 0                   | 0                   | 1        | 0      | 0           | 0          |
| S. Grippo      | 28           | 3            | 7            | 0            | 4                   | 1                   | 1                   | 0                   | 32       | 4      | 8           | 0          |
| M. Göppel      | 16           | 0            | 0            | 0            | 0                   | 0                   | 0                   | 0                   | 16       | 0      | 0           | 0          |
| N. Hasler      | 30           | 1            | 3            | 0            | 3                   | 0                   | 0                   | 0                   | 33       | 1      | 3           | 0          |
| D. Janjatović  | 8            | 2            | 3            | 0            | 1                   | 0                   | 0                   | 0                   | 9        | 2      | 3           | 0          |
| P. Jehle       | 9            | 0            | 0            | 1            | 2                   | 0                   | 0                   | 0                   | 11       | 0      | 0           | 1          |
| D. Kaufmann    | 0            | 0            | 0            | 0            | 0                   | 0                   | 0                   | 0                   | 0        | 0      | 0           | 0          |
| T. Konrad      | 21           | 0            | 5            | 0            | 0                   | 0                   | 0                   | 0                   | 21       | 0      | 5           | 0          |
| S. Kukuruzović | 35           | 5            | 2            | 0            | 4                   | 0                   | 0                   | 0                   | 39       | 5      | 2           | 0          |
| M. Mathys      | 25           | 4            | 4            | 0            | 4                   | 0                   | 0                   | 0                   | 29       | 4      | 4           | 0          |
| A. Messaoud    | 4            | 1            | 0            | 0            | 2                   | 1                   | 0                   | 0                   | 6        | 2      | 0           | 0          |
| P. Muntwiler   | 32           | 3            | 11           | 0            | 3                   | 0                   | 0                   | 0                   | 35       | 3      | 11          | 0          |
| M. Pfründer    | 4            | 0            | 0            | 0            | 2                   | 0                   | 1                   | 0                   | 6        | 0      | 1           | 0          |
| P. Schürpf     | 15           | 0            | 0            | 0            | 1                   | 0                   | 0                   | 0                   | 16       | 0      | 0           | 0          |
| B. Siegrist    | 27           | 0            | 1            | 0            | 2                   | 0                   | 0                   | 0                   | 29       | 0      | 1           | 0          |
| C. Stanko      | 26           | 0            | 3            | 0            | 0                   | 0                   | 0                   | 0                   | 26       | 0      | 3           | 0          |
| M. Strohmaier  | 1            | 0            | 1            | 0            | 1                   | 0                   | 1                   | 0                   | 2        | 0      | 2           | 0          |
| A. Turkeš      | 24           | 1            | 0            | 0            | 0                   | 0                   | 0                   | 0                   | 24       | 1      | 0           | 0          |
| G. Zárate      | 31           | 4            | 0            | 0            | 4                   | 0                   | 0                   | 0                   | 35       | 4      | 0           | 0          |